# Estonie au Concours Eurovision de la chanson 2008
L'Estonie a participé à sa première sélection en vue du choix du chanteur qui représentera la nation au concours eurovision de la chanson 2008 à Belgrade, au cours de l'émission nommée Eurolaul 2008.

Le pays est représenté par le groupe Kreisiraadio et la chanson Leto svet, sélectionnée via une sélection nationale nommée "Eurolaul 2008" organisée par le diffuseur estonien ETV.

## Présélection
58 chansons ont été envoyées au radiodiffuseur estonien ETV, dont dix ont été retenues comme suit : cinq ont été sélectionnées par télévote, cinq autres par des compositeurs célèbres en Estonie.
Parmi les dix demi-finalistes sélectionnés pour la finale du 2 février 2008 figurent Birgit Õigemeel, gagnante de la saison 2007 du Pop Idol estonien, et Luisa Värk, arrivée deuxième.

## Remarque
Le nom de la chanson gagnante, Leto svet, est censé signifier "lumière d'été", comme le refrain en allemand (Sommerlicht), et en finnois (Kesävalot). Seulement, « lumière d'été » se dit  "letnje svetlo" en serbe, et la partie contient d'autres erreurs grammaticales. 

## Résultats
| N° | Interprète                       | Titre                | Langue                 | Nombre de télévotes | Place |
| -- | -------------------------------- | -------------------- | ---------------------- | ------------------- | ----- |
| 1  | Kreisiraadio                     | Leto svet            | Serbe/Allemand/Finnois | 52518               | 1     |
| 2  | SKA Factor                       | Real Big Money       | Anglais                | 1444                | 6     |
| 3  | Rolf Junior                      | One on One           | Anglais                | 2660                | 4     |
| 4  | Taavi Peterson                   | Question Man         | Anglais                | 837                 | 9     |
| 5  | Kristjan Kasearu & Paradise Crew | Üksinduses           | Estonien               | 1189                | 7     |
| 6  | Birgit Õigemeel                  | 365 Days             | Anglais                | 12990               | 3     |
| 7  | Luisa Värk et Traffic            | It's Never Too Late  | Anglais                | 866                 | 8     |
| 8  | Supernova                        | Stefani              | Anglais                | 646                 | 10    |
| 9  | Iiris Vesik                      | Ice-Cold Story       | Anglais                | 30963               | 2     |
| 10 | Luisa Värk et Margus Vaher       | God Inside Your Soul | Anglais                | 2399                | 5     |

## Résultat au Concours Eurovision de la Chanson
Lors de la première demi-finale du Concours Eurovision de la Chanson, le 20 mai 2008, le représentant Estonien se classe 18e avec 8 points, et ne qualifie donc pas l'Estonie pour la finale.
Le groupe Kreisiraadio passera en 3e position, après Boaz Mauda avec la chanson The Fire in Your Eyes pour Israël, et avant Geta Burlacu avec la chanson A Century of Love pour la Moldavie.

## Carte postale
L'édition 2008, on retrouve l'écriture d'un membre du groupe Kreisiraadio, Mareet, qui poste une lettre adressant a une fan. "Kaalis Jaagup, Ma Igatsen panna oma sormed sinu juustesse, SMS Voiksid katta mu keha suudlustega ! Tule nii ruttu kui voimalik, ootan sind kannatamatult ! Sinu Maret. P.S. Loodetavasti ei saa keegi Belgradi postkontoris eesti-tree, Eestikreis Artist Aru !" en Français : "Salut Jaagup, ça me manque de mettre mes doigts dans tes cheveux, SMS Tu pourrais couvrir mon corps de baisers! Venez dès que possible, j'ai hâte de vous voir! Bien à vous, Maret. P.S. J'espère que personne au bureau de poste de Belgrade ne recevra un arbre Eesti, l'artiste Eestikreis comprend!" Lettre de Mareet, membre du groupe estonien Kreisiraadio, lors de l'édition 2008.